# Corte Superior de Justicia de Madre de Dios
La Corte Superior de Justicia de Madre de Dios es el tribunal de apelación cuya sede es la ciudad de Puerto Maldonado, capital del departamento de Madre de Dios y cuya competencia se extiende a todo el Distrito Judicial de Madre de Dios. Fue creada el 18 de junio del 2001 durante el gobierno de Valentín Paniagua. Está compuesta por un total de 2 salas superiores que conocen en segunda instancia las sentencias expedidas por los juzgados especializados del distrito judicial.

## Historia
El distrito judicial fue creado el 18 de junio del 2001 mediante Resolución Administrativa N.º 065-2001-CE-PJ separándolo del Distrito Judicial del Cusco al que pertenecía hasta entonces y se instaló el 2 de julio de ese mismo año bajo el gobierno de Valentín Paniagua Corazao.

## Competencia territorial
Según la organización territorial inicial, las Cortes Superiores tenían competencia territorial en el departamento de su sede, el mismo que se correspondía con un determinado Distrito Judicial. Sin embargo, esta división fue modificándose paulatinamente por razones de cercanía comunicativa. En la actualidad la Corte Superior de Justicia de Madre de Dios es la confirmación de esa regla al tener competencia territorial sobre todo el territorio del departamento de Madre de Dios

## Composición
La Corte Superior de Justicia de Madre de Dios está conformada por 2 salas superiores (1 mixta y 1 penal) con sede en Puerto Maldonado. Cada Sala está conformada por tres jueces superiores que, en el Perú, reciben la denominación de "vocales superiores". La reunión de todos los vocales superiores constituyen la "Sala Plena" que es el máximo órgano deliberativo de la Corte Superior.

## Presidente de la Corte Superior
De conformidad con los artículos 38 y 45 de la Ley Orgánica del Poder Judicial, los vocales eligen un Presidente de la Corte Superior. En el caso de Madre de Dios, la elección se realiza el primer jueves del mes de diciembre cada dos años mediante votación secreta de los vocales superiores titulares.
El actual Presidente de la Corte Superior es el doctor Adolfo Nicolás Cayra Quispe.